# Villeneuve-l'Archevêque
Villeneuve-l'Archevêque é uma comuna francesa na região administrativa de Borgonha-Franco-Condado, no departamento de Yonne. Estende-se por uma área de 6,97 km². Em 2010 a comuna tinha 1 147 habitantes (densidade: 164,6 hab./km²).